# Oxychilus pilula
Oxychilus pilula is een slakkensoort uit de familie van de Oxychilidae. De wetenschappelijke naam van de soort is voor het eerst geldig gepubliceerd in 1886 door Paulucci.